# Baywatch (filme)
Baywatch (bra: Baywatch: S.O.S. Malibu; prt: Baywatch: Marés Vivas) é um filme estadunidense de comédia de ação dirigido por Seth Gordon e baseado na série de televisão de mesmo nome. Escrito por Mark Swift e Damian Shannon, o filme é estrelado por Dwayne Johnson, Zac Efron, Jon Bass, Alexandra Daddario, Kelly Rohrbach e Priyanka Chopra. O enredo segue o salva-vidas Mitch Buchannon e sua equipe, que em um esforço para salvar sua praia tem que derrubarem um traficante.
A filmagem principal começou em 22 de fevereiro de 2016, na Flórida e em Savannah, na Geórgia. O filme foi lançado nos Estados Unidos em 25 de maio de 2017, pela Paramount Pictures, arrecadou US$ 177 milhões em todo o mundo e recebeu críticas negativas dos críticos, com críticas por seu humor bruto, enredo e desenvolvimento de personagens, mas recebeu alguns elogios por seu elenco. Baywatch recebeu cinco indicações no 38.ª Framboesa de Ouro, incluindo Pior Filme.
Em maio de 2017, os produtores do filme revelaram que uma sequência estava sendo planejada.

## Elenco
- Dwayne Johnson como Mitch Buchannon
- Zac Efron como Matt Brody
- Alexandra Daddario como Summer Quinn
- Priyanka Chopra como Victoria Leeds
- Jon Bass como Ronnie Greenbaum
- Hannibal Buress como Dave the Tech
- Kelly Rohrbach como C.J. Parker
- Ilfenesh Hadera como Stephanie Holden
- Yahya Abdul-Mateen II como Garner Ellerbee
- Oscar Nunez como Councilman Rodriguez
- Belinda como Carmen
- Rob Huebel como Capitão Don Thorpe
- Amin Joseph como Frankie
- Jack Kesy como Leon
- Pamela Anderson como Casey Jean Parker
- David Hasselhoff como Mitch Buchannon, o Mentor

## Produção
Um filme de Baywatch foi anunciado pela primeira vez em 2004, embora o filme tenha ficado preso no desenvolvimento ao longo dos anos, com vários escritores escrevendo rascunhos. Em julho de 2015, Sean Anders foi substituído por Seth Gordon como diretor. Em 2 de outubro de 2014, Dwayne Johnson foi contratado para estrelar o papel principal, e Justin Malen foi definido para reescrever o roteiro. Damian Shannon e Mark Swift escreveram o último rascunho, e o filme seria cômico em grande estilo. Em 10 de agosto de 2015, Zac Efron assinou contrato para estrelar o filme, e Beau Flynn e Ivan Reitman juntaram-se para produzir com a empresa Seven Bucks Productions de Dwayne Johnson. Em 9 de novembro de 2015, a Deadline Hollywood informou que sete atrizes estavam entre os testes da lista curta para o papel feminino principal, Alexandra Daddario, Ashley Benson, Nina Dobrev, Alexandra Shipp, Shelley Hennig, Bianca A. Santos, e Denyse Tontz. Em 18 de novembro de 2015, Johnson confirmou que Daddario interpretaria Summer, uma salva-vidas, e o interesse amoroso do personagem de Efron.
Em 4 de janeiro de 2016, Kelly Rohrbach como C.J. Parker foi confirmadoa pelo post do Instagram de Johnson. Damian Shannon e Mark Swift escreveram o roteiro, enquanto a lista final de produtores foi Johnson juntamente com seu parceiro Dany Garcia, através da empresa Seven Bucks Productions, bem como Flynn, Reitman, Michael Berk, Douglas Schwartz e Gregory J. Bonann. Em 20 de janeiro de 2016, Johnson postou novamente em seu Instagram a entrada de Ilfenesh Hadera como o interesse amoroso de Johnson. Em 27 de janeiro de 2016, Jon Bass foi escalado para o filme para interpretar Ronnie, um divertido, desajeitado e hábil dançarino de discoteca na praia, que se apaixona por Parker. Em 12 de fevereiro de 2016, Hannibal Buress se juntou ao elenco do filme para aparecer em uma comunidade local da baía. Em 17 de fevereiro de 2016, Priyanka Chopra assinou contrato para estrelar como oa antagonista no filme. O papel foi originalmente escrito para um homem. Em março de 2016, Yahya Abdul-Mateen II se juntou ao elenco como Ellerbee, um policial que está constantemente lembrando Mitch de que ele não tem autoridade real sobre a baía. Jack Kesy e Amin Joseph também foram escalados para o filme. Logan Paul anunciou que ele está no filme, mas suas cenas foram posteriormente cortadas. Izabel Goulart também apareceu.  Os jogadores da NFL Vernon Davis e Arian Foster têm aparições no filme.

### Filmagem
A filmagem principal no filme começou em 22 de fevereiro de 2016, em Deerfield Beach, Flórida, com o cenário no Condado de Broward, Flórida, enquanto a série de TV foi ambientada em Malibu, Califórnia. O filme foi filmado em Miami e Savannah, na Geórgia. No final de março de 2016, as filmagens começaram em Tybee Island, na Geórgia.  As filmagens foram encerradas em 18 de maio de 2016.

## Recepção

### Bilheteria
Baywatch arrecadou US$ 58,1 milhões nos Estados Unidos e no Canadá e US$ 119,8 milhões em outros territórios, para um total mundial de US$ 177,9 milhões, contra um orçamento de produção de US$ 69 milhões.

### Resposta da crítica
No site agregador de críticas Rotten Tomatoes, 17% das 246 resenhas dos críticos são positivas, com uma classificação média de 4/10. O consenso do site diz: "Baywatch leva o fator trepidação do material original para níveis de classificação R, mas não tem o charme exagerado do original — e deixa suas estrelas encantadoras se debatendo nas águas rasas." O Metacritic, que usa uma média ponderada, atribuiu ao filme uma pontuação de 37 em 100, baseado em 47 críticos, indicando críticas "geralmente desfavoráveis". O público consultado pelo CinemaScore deu ao filme uma nota média de "B+" em uma escala de A+ a F, enquanto o PostTrak relatou que os espectadores deram a ele uma pontuação geral positiva de 76%. Dwayne Johnson respondeu às resenhas dos críticos, dizendo que o filme foi feito para os fãs e que eles o adoraram.